# کلیکوواچه
کلیکوواچه (به لاتین: Klikovače) یک منطقهٔ مسکونی در مونته‌نگرو است که در شهرداری دانیلوگراد واقع شده‌است. کلیکوواچه ۴۲۲ نفر جمعیت دارد.